# Je suis né dans la rue
Singles de Johnny Hallyday
Rivière... ouvre ton lit
(1969) Que je t'aime
(1969)
Je suis né dans la rue est une chanson de Johnny Hallyday. Sortie en 1969 et écrite par le parolier Long Chris, Mick Jones et Tommy Brown, elle s'inscrit parmi les titres emblématiques de la carrière du chanteur.

## Histoire
En 1969, Johnny Hallyday s'apprête à célébrer ses presque dix ans de carrière au Palais des sports de Paris, où pour la première fois il présente un grand spectacle (que le magazine Rock & Folk qualifie de « Show de l'an 2000 »). Avec Je suis né dans la rue, l'artiste qu'il est devenu jette un regard introspectif sur son passé et cela même si la chanson n'est pas authentiquement autobiographique, elle s'inspire toutefois d'éléments de son histoire : sa naissance sous l'occupation, l'absence d'un père, une mère empêchée par un travail qui l'absorbe et qui le confie à la sœur du père de son enfant ; l'adolescence où il flirte avec la délinquance [...], dont le sauve la musique... vedette au succès fulgurant en 1960, il chante n'avoir rien oublié, rien renié et malgré la célébrité « être resté le même ».
«  Je m'appelle Jean-Philippe Smet / Je suis né à Paris / Vous me connaissez mieux sous le nom de Johnny / Un soir de juin en 1943 je suis né dans la rue [...]

Je n'ai pas eu de père pour me faire rentrer le soir / Et bien souvent ma mère travaillait pendant la nuit  / Je jouais de la guitare
assis sur le trottoir / Le cœur comme une pierre je commençais ma vie / Parce que je suis né dans la rue [...]

J'ai dû me battre pour avoir la vie que j'aimais / J'ai dû me battre encore plus fort pour la garder / De tous les côtés de la ville on me cherchait / Les poings se sont serrés depuis je n'ai pas changé [...]

Maintenant je ne vis plus où les murs sont toujours gris / Mon nom est en argent et ma guitare est en or / Mes chansons d'hier sont bien les mêmes qu'aujourd'hui / Mais quand la nuit arrive je retourne dans la rue [...]

On voudrait me faire changer mais c'est une cause perdue / Vous perdez votre temps je reviendrai à la rue [...]  »
(paroles Long Chris)
De 1969 à 1974, Je suis né dans la rue reste inscrite au tour de chant de Johnny Hallyday. Avec elle il termine le récital du Palais des sports de 1969 (y mêlant, certains soirs, entre deux couplets un medley rock'n'roll) Le titre est de toutes les fins de concerts jusqu'en 1971. Année où Hallyday donne un nouveau spectacle au Palais des sports de Paris, qui commence là où le précédent c'est achevé. Je suis né dans la rue est alors, jusqu'à l'été 1974, systématiquement joué en introduction et suivi par Fils de personne comme pour mieux « enfoncer le clou ». Ce rituel ne sera qu'à de rares exceptions modifié. Après la tournée d'été, le titre durant seize ans n'est plus chanté sur scène (exception faite du récital de 1984-1985 où il est inclus dans un medley). En 1990, Je suis né dans la rue est joué en introduction d'un nouveau spectacle à Bercy. Depuis, Johnny Hallyday l'a régulièrement inscrit à ses tours de chant.

## Discographie
1969 :
- 6 mai : album Philips 844971BY Rivière... ouvre ton lit

45 tours promo Philips 370846 : Je suis né dans la rue, Viens
- 4 août : super 45 tours Philips 437480 Que je t'aime, Voyage au pays des vivants, Je suis né dans la rue, Viens

Discographie live :
- 1969 : Que je t'aime (Palais des sports 1969)
- 1969 : Johnny Live Port Barcarès 1969 (sortie posthume en 2020)
- 1970 : Johnny Hallyday live Cambrai 4 sept. 1970 (resté inédit jusqu'en 2022, sortie posthume)
- 1971 : Live at the Palais des sports
- 1972 : Olympia 1972 (inédit jusqu'en 2019)
- 1972 : Johnny Circus été 1972 (resté inédit jusqu'en 2022, sortie posthume)
- 1973 : Live Olympia 1973
- 1984 : Johnny Hallyday au Zénith (incluse dans un medley)
- 1985 : Johnny Hallyday Zénith 85 (incluse dans un medley / sortie posthume en 2024)
- 1991 : Dans la chaleur de Bercy
- 1991 : Johnny Hallyday Fête de l'Huma 18 septembre 1991 (sortie posthume en 2024)
- 1993 : Parc des Princes 1993
- 1996 : Live at the Aladdin Theatre
- 1998 : Stade de France 98 Johnny allume le feu
- 2000 : 100 % Johnny : Live à la tour Eiffel - Olympia 2000 - Happy Birthday Live - Parc de Sceaux 15.06.2000 (inédit jusqu'en 2020)
- 2003 : Hallyday Bercy 2003 (sortie posthume en 2020)
- 2006 : Flashback Tour : Palais des sports 2006
- 2007 : La Cigale : 12-17 décembre 2006
- 2013 : On Stage
- 2014 : Son rêve américain - Live au Beacon Theatre de New-York 2014 (sortie posthume en 2020)

## influence et postérité
Paru en 2008 l'album Peace Maker de Doc Gynéco, inclus la chanson La rue. Le morceau (auquel participe Johnny Halyday ; il y interprète, dans une version parlée, le premier couplet de sa chanson) fait référence à Je suis né dans la rue, il en reprend par endroit la construction : 
«  J'm'appelle Bruno Beausir, j'ai grandi à Paris, vous me connaissez mieux son le nom de Doc Gy / Je n'ai pas eu de père pour me faire rentrer le soir, mais c'est au foot que je jouais le soir  »